# Diego de Lima Barcelos
Diego de Lima Barcelos (sinh ngày 5 tháng 4 năm 1985) is a Brasilian footballer thi đấu ở vị trí tiền đạo cho C.D. Nacional. Anh có người anh em sinh đôi tên Diogo.

## Sự nghiệp câu lạc bộ
Diego ra mắt tại Liga Sagres cho C.D. Nacional vào ngày 30 tháng 1 năm 2010, trong thất bại 0–4 trước F.C. Porto. Anh ghi bàn thắng đầu tiên trong lần ra sân thứ 4 với chiến thắng 2–0 trên sân nhà trước U.D. Leiria ngày 18 tháng 4. Năm 2014, anh ký hợp đồng với AEL Limassol tại Cypriot First Division.

## Danh hiệu
- Rio Grande do Sul State League: 2000, 2003, 2004, 2005
- Pernambuco State League: 2007